# San Pietro in Guardiano
San Pietro in Guardiano (San Pīr in Guarğen in romagnolo) è una frazione del comune di Bertinoro in provincia di Forlì-Cesena.

## Monumenti e luoghi d'interesse
- Chiesa di S. Pietro, sorta nel XII secolo, designata come parrocchiale nel 1551. Ricostruita nel XVIII secolo, subì gravi danni nella seconda guerra mondiale, e fu successivamente riedificata.[1][2]